# Du mich auch
Du mich auch (Verweistitel: Kannst mich gerne haben) ist ein deutscher Schwarz-Weiß-Film aus dem Jahr 1986 von Dani Levy und Anja Franke, seiner damaligen Lebensgefährtin. Helmut Berger fungierte als Co-Regisseur und wirkte auch am Drehbuch mit, das von Franke und Levy gemeinsam geschrieben wurde. Das Paar übernahm zudem die Hauptrollen als Julia und Romeo. Levys Debütfilm stellt auch seine erste Zusammenarbeit mit Franke dar.

## Handlung
Die Straßenmusiker Romeo und Julia leben in Berlin, ihre an William Shakespeares Tragödie Romeo und Julia angelehnte Geschichte wird hier neu erzählt. Während Romeo Gitarre spielt, beherrscht Julia das Saxophon. Ihr Kennenlernen wird davon bestimmt, dass einer den anderen übertönen will. Doch schon bald verlieben sie sich ineinander, können diese Liebe jedoch nicht in den Alltag hinein retten, obwohl sie zusammen in seltsame Situationen geraten, so sind sie unter anderem Gäste einer unüblichen Goldenen Hochzeit. Auch versuchen sie ihre Eltern davon zu überzeugen, wie besonders ihre Verbindung sei. Doch die anfangs herzerwärmende Harmonie der frisch Verliebten geht verloren und übrig bleiben Streitereien, die oft verletzend sind. Julia meint, sie spüre die Liebe nicht mehr, die so sein sollte wie zwischen Philemon und Baucis.
Als beide in einen mysteriösen Mordfall, in dem es um einen Super-8-Film geht, verwickelt werden, irren sie erst allein durch die Stadt, schlafen auf der Straße und träumen davon am Meer zu sein, finden sich dann aber wieder und fliehen zusammen über die Dächer Berlins. In dieser verworrenen Situation will Romeo dann von Julia wissen, ob sie ihn heiraten möchte, was sie völlig aus dem Konzept bringt, dann aber unter Tränen bejaht. Als sie auf ihrer Flucht erschossen werden, leben sie dennoch weiter.

## Produktion, Erfolg, Veröffentlichung
Nach Jahren „geduldigen Ausharrens“ wurde der Film mit einem kleinen Budget von der Känguruh-Film GmbH (Berlin) und dem Schweizer Fernsehen für die deutsche und rätoromanische Schweiz (SF DRS, Zürich) sowie dem Filmkollektiv Zürich (Zürich) im Sommer 1985 in Berlin realisiert und wurde auf Anhieb ein Erfolg. Er lief auf verschiedenen Festivals, unter anderem beim Semaine de la Critique während der Internationalen Filmfestspiele von Cannes. Im Moviemento-Filmtheater in Berlin wurde Du mich auch zum Kultfilm und war über zwei Jahre im Programm. Der damalige Filmvorführer Tom Tykwer war von Levys Film so begeistert, dass er ihn mehrfach aufführte. Dieser erste Kontakt der beiden Männer führte später dazu, dass sie gemeinsam die Produktionsfirma X Filme Creative Pool gründeten.
Du mich auch war auch für Niki Reiser, den Komponisten der Filmmusik, sein erster Erfolg im deutschsprachigen Raum. Seitdem hat Reiser sämtliche Filme von Dani Levy mit Musik ausgestattet. Die Musiksolisten waren: Dave Petersen (Tenorsaxophon), Thomas Moeckel (Trompete), David Klein (Schlagzeug, Bass), Olivier Gagneux (Percussion), Tibor Elekes (Kontrabassist), Niki Reiser (Piano, Sopransaxophon).
Gefördert wurde Du mich auch von der Filmförderungsanstalt (FFA) (Berlin) und der Berliner Filmförderung.
In der Bundesrepublik Deutschland hatte der Film, der für sich mit den Worten warb „ein Film über Liebe und Leichen, komisch, zärtlich und schwarz-weiß“, am 2. Oktober 1986 im Moviemento in Berlin Premiere. In Frankreich wurde er in einer synchronisierten Version am 9. Dezember 1987 unter dem Titel Toi et moi aussi veröffentlicht. Auch in den USA wurde er gezeigt, dortiger Titel You Love Me Too, alternativ Same to You.
Am 9. Februar 2007 wurde Du mich auch von Filmgalerie 451 auf DVD herausgegeben.

## Kritik
Im Evangelischen Pressedienst (EPD Film 11/86) schrieb Dietrich Kuhlbrodt, „nichts [werde] behauptet in diesem Film. Mit naivem Charme spinn[e] er den Stadtalltag derer weiter, die an seinen Rändern hausen. Schwarzweiß und stimmungsvoll und frech und poetisch, zusammengehalten nicht zuletzt von der mitreißenden Musik“ von Niki Reiser. Der Film sei „frisch drauflos gedreht“ […] und habe „eine Qualität, die man in vielen politisch und akademisch ausgereiften Filmen vergebens such[e]“
Die Berliner Stadtillustrierte tip bewertete den Film als eine „völlig unverkrampfte und trotzdem im Detail durchtriebene Komödie“, die „ein kleines, aber deftiges Debüt“ darstelle. Filmgalerie 451 befand: „Eine charmante und selbstironische Großstadtromanze“.
Willy Theobald vom Magazin Der Spiegel differenzierte: „‚Trennen wir uns oder ja?‘ heißt das ständig variierte Thema einer Tour de Farce zwischen Spät-Pubertät, studentischer Gammelei und dem Versuch, einen Film zu drehen.“ Weiter hieß es, Anja Frankes und Dani Levys „Semi-Dilettantismus verleih[e] dem Film seine Aura“. Die Rede ist von einem „sympathische[n] Erstlingswerk“, das „erst nach massivem Einsatz der Initiatoren“ zustande gekommen sei. Jedoch könne von „einer durchkomponierten Handlung […] keine Rede sein, patchworkartig reih[e] sich ein Ereignis an das nächste.“
Kino.de erinnerte daran, dass der in Schwarzweiß gedrehte Film „zu seiner Zeit als Außer Atem der 80er-Jahre gehandelt“ worden sei und „die Berliner Großstadt-Odyssee voll origineller inszenatorischer Einfälle“ stecke und von „authentischen Dialogen und den beiden vitalen Hauptdarstellern“ lebe.

## Auszeichnungen
- Festival Vevey Bester Film[8]
- Einladung zur Sektion „Semaine de la Critique“ der Internationalen Filmfestspielen von Cannes[1]